# ダフィド・ブレス
ダフィド・ブレス（David  Bles、1821年9月20日 - 1899年9月3日）はオランダの画家、版画家である。風俗画や人物画、版画の下絵を描いた。

## 略歴
デン・ハーグのユダヤ系の商人の家に生まれた。早くから絵の才能を示し13歳でハーグの美術学校に入学し、1840年までコルネリス・クルーゼマンらに学んだ。その後、パリで修行を続け、パリではジョゼフ＝ニコラ・ロベール＝フルーリーに学んだ。1843年にオランダに戻ると、アムステルダムの王立美術アカデミーのヤン・アダム・クルーゼマンに1845年まで学んだ。
1845年にアムステルダムの王立美術アカデミーの会員に選ばれたが、主にデン・ハーグで暮らした。1850年から1860年にかけて、1855年のパリ万国博覧会の展覧会やパリのサロンなどヨーロッパ各地の展覧会に出展した。ロシアのサンクトペテルブルクの美術アカデミーの準会員にも選ばれた。1860年にベルギーのレオポルト勲章、1863年にルクセンブルク大公国の柏葉冠勲章、1873年にオランダの獅子勲章、1878年にフランスのレジオンドヌール勲章（シュバリエ）を受勲した。
1899年にデン・ハーグで亡くなった。
伝統的なオランダ風俗画のスタイルの作品を描いた。

## 作品

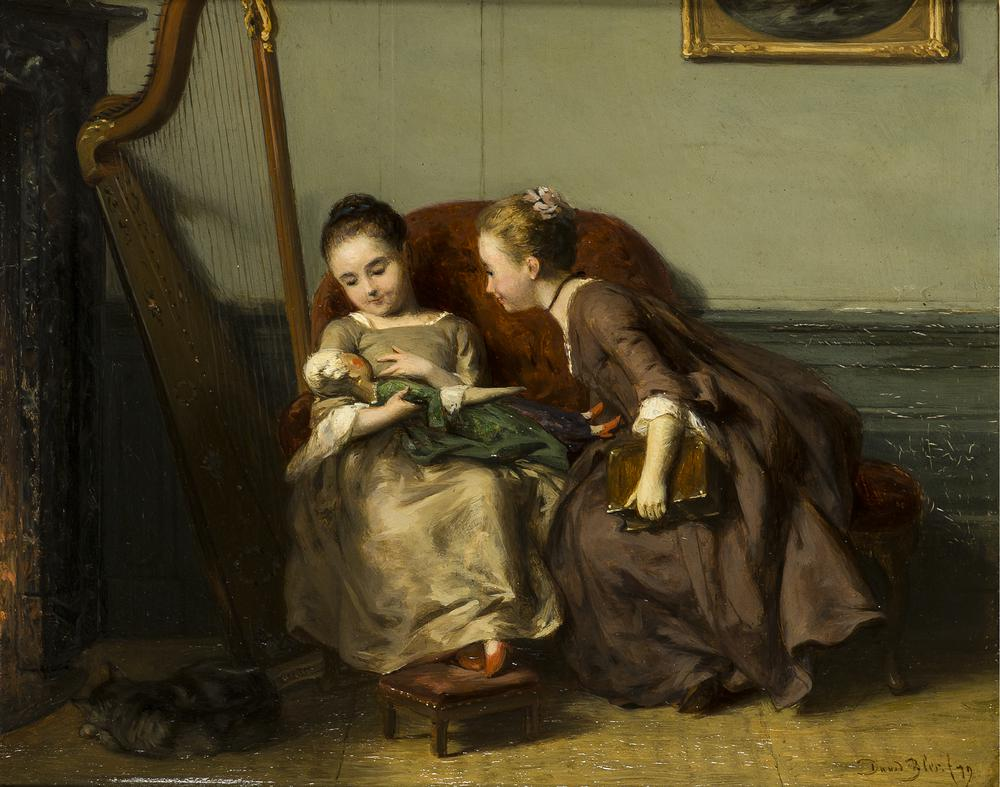
母親を演じる幼女 ユダヤ歴史博物館
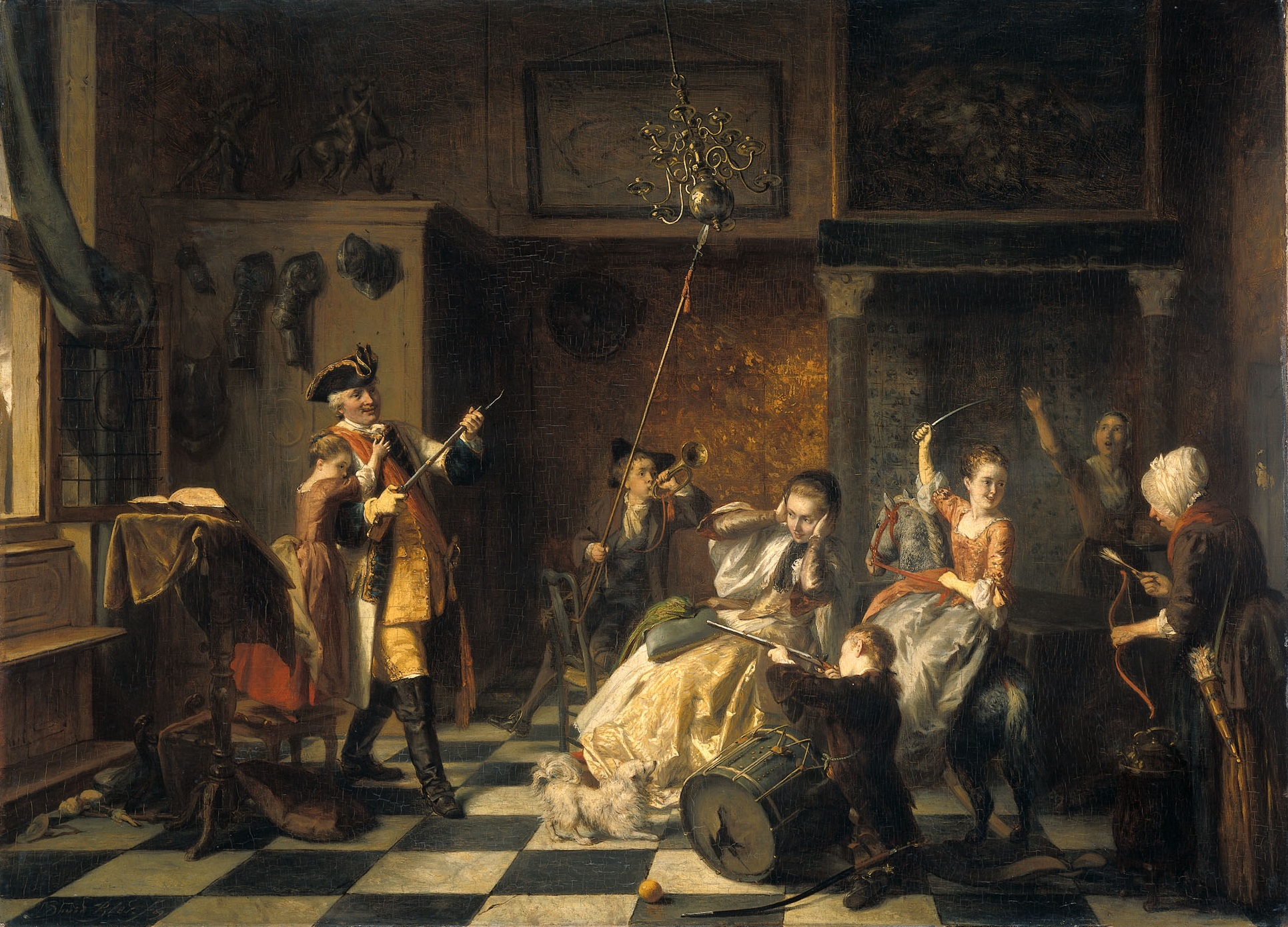
" De vadermoorders"(1869) アムステルダム国立美術館
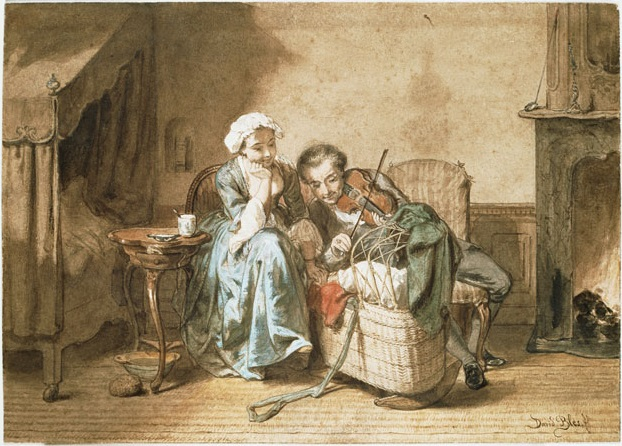
家庭の幸福 アムステルダム国立美術館